# پیر جهان
پیر جهان (ترکی آذربایجانی: Pircahan) یا گوغتانیک (ارمنی: Գողթանիկ) یک منطقهٔ مسکونی در جمهوری آذربایجان‎ است که در شهرستان لاچین واقع شده‌است. این منطقه پیشتر استان کاشاتاق جمهوری آرتساخ در واقع شده بود.